# Table des caractères Unicode/U13430
Cette page contient des caractères spéciaux ou non latins. S’ils s’affichent mal (▯, ?, etc.), consultez la page d’aide Unicode.
Table des caractères Unicode U+13430 à U+13FFF.

## Hiéroglyphes égyptiens
Cette portion concerne les contrôles du format des hiéroglyphes égyptiens de 13430 à 1345F et les hiéroglyphes égyptiens étendus A de 13460 à 13FFF (et même jusqu'à 143FF).

### Table des caractères
|               | 0 | 1 | 2 | 3 | 4 | 5 | 6 | 7 | 8 | 9 | A | B | C | D | E | F |
| ------------- | - | - | - | - | - | - | - | - | - | - | - | - | - | - | - | - |
| 1343 ... 13FF |   |   |   |   |   |   |   |   |   |   |   |   |   |   |   |   |